# Chó Bergamasco
Chó Bergamasco hay Chó vẩy Bergamasco (tiếng Anh: Bergamasco Shepherd, tiếng Ý: Cane da pastore bergamasco) là một giống chó bắt nguốn từ Dãy Anpơ, Ý gần Bergamo, nó được nuôi làm chó chăn gia súc lần đầu tiên ở đó.

## Ngoại hình

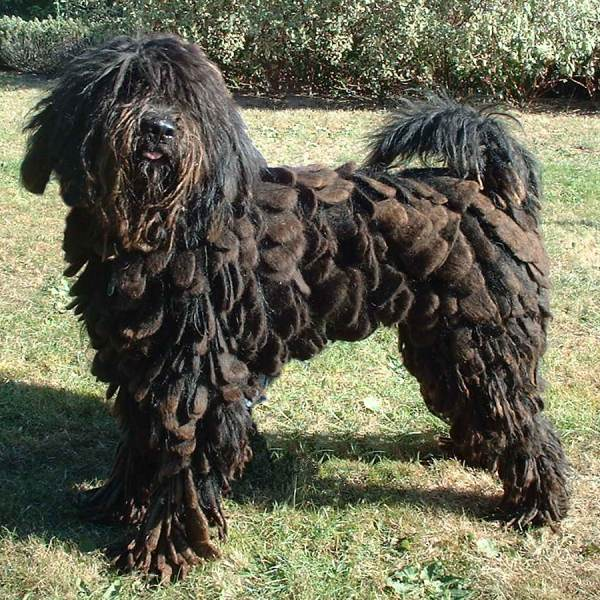
Chó Bergamasco là một con chó cỡ trung bình với ngoại hình mộc mạc